# Santo Domingo Tonalá
Santo Domingo Tonalá là một đô thị thuộc bang Oaxaca, México. Năm 2005, dân số của đô thị này là 6535 người.